# Svarttjärnen (Resele socken, Ångermanland, 703871-156451)
Svarttjärnen är en sjö i Sollefteå kommun i Ångermanland och ingår i Ångermanälvens huvudavrinningsområde.